# Theodorus Zwartkruis

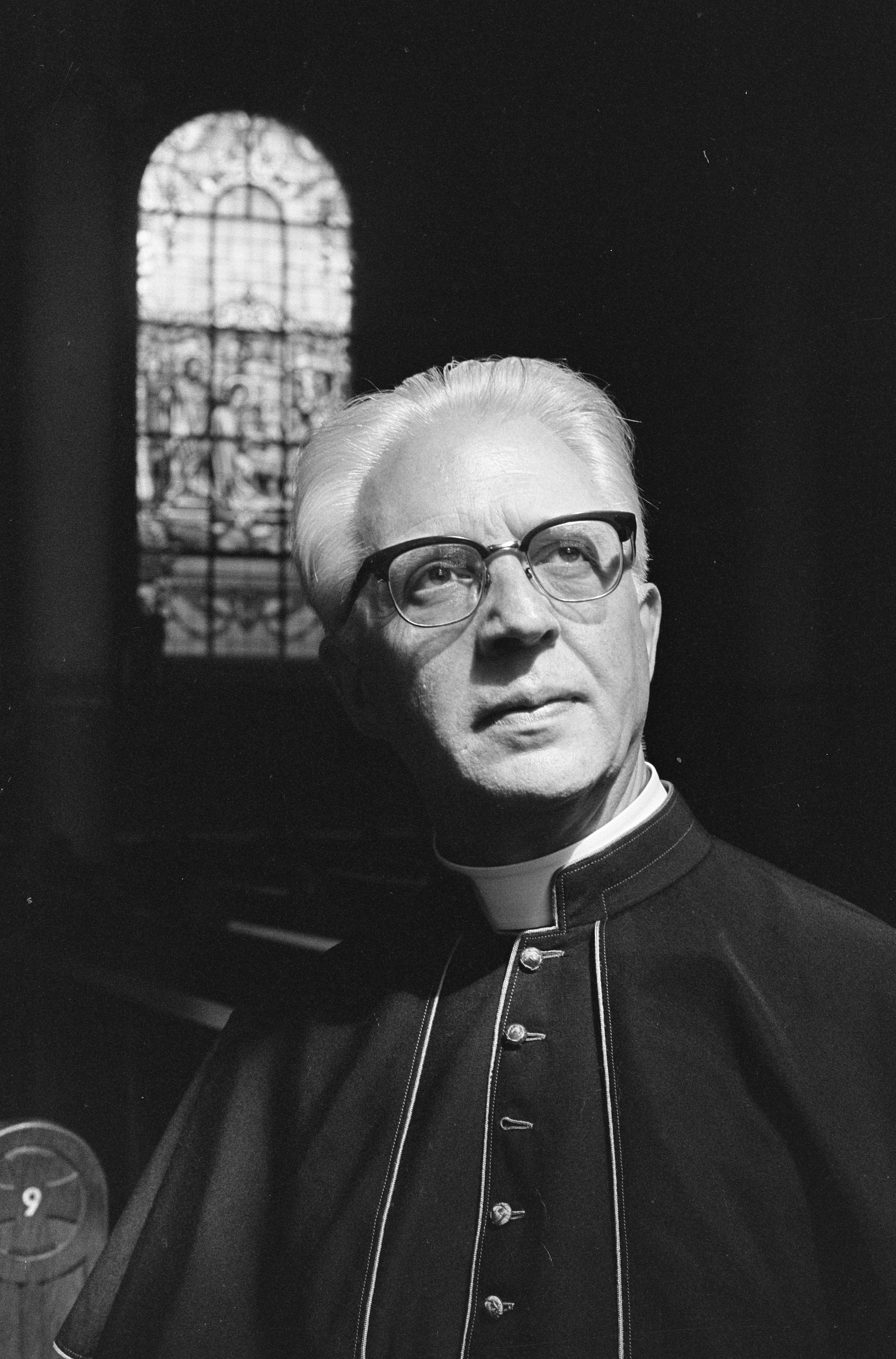
Theodorus Zwartkruis als Dekan in Haarlem, 1966

Theodorus Henricus Johannes Zwartkruis (* 22. November 1909 in Amsterdam; † 21. Oktober 1983 in Haarlem) war ein niederländischer römisch-katholischer Geistlicher und Bischof von Haarlem.

## Leben
Theodorus Zwartkruis war der Sohn des städtischen Beamten Theodorus Zwartkruis und dessen Ehefrau Theodora Christina Maria van Brandenburg. Er absolvierte von 1920 bis 1926 das Jesuitengymnasium am St.-Ignatius-Kolleg in Amsterdam, danach studierte er Philosophie an der Katholischen Universität Löwen. Seine theologische Ausbildung erfolgte am Priesterseminar des Bistums Haarlem in Warmond. Das Sakrament der Priesterweihe empfing er am 26. Mai 1934.

### Lehrer und Pfarrer
Anschließend studierte Zwartkruis Englische Sprache und Literatur in Nijmegen. 1938 wurde er zum Dr. phil. promoviert. Ab März 1939 wirkte er 22 Jahre lang als Englischlehrer am Bischöflichen Gymnasium Hageveld in Heemstede. Bernard Kardinal Griffin ernannte Zwartkruis 1959 anlässlich von dessen 25-jährigem Priesterjubiläum zum honorary chaplain der Westminster Cathedral. Im Sommer 1961 wurde er Pfarrer und Dekan in Haarlem und am 12. April 1962 Kanonikus des Kathedralkapitels von Haarlem.

### Bischof von Haarlem
Nach dem plötzlichen Tod des Bischofs von Haarlem Joannes van Dodewaard am 9. März 1966 ernannte Papst Paul VI. am 18. August 1966 Theodorus Zwartkruis zu dessen Nachfolger. Zwartkruis empfing am 15. Oktober 1966 durch Bernard Jan Kardinal Alfrink die Bischofsweihe; Mitkonsekratoren waren Martien Antoon Jansen, Bischof von Rotterdam, sowie der Erzbischof von Glasgow, James Donald Scanlan.
Seine Amtszeit als Bischof war gekennzeichnet durch die Umsetzung der Dokumente des Zweiten Vatikanischen Konzils, aber auch überschattet von Konflikten mit der Amsterdamer Studentenecclesia und der kritischen Basisgemeinde IJmond in Beverwijk, als in diesen Gemeinden verheiratete Priester wie Huub Oosterhuis die Eucharistie feierten. Doch schloss er diese Gemeinschaften und Gläubigen nicht aus, sondern schuf dafür den Begriff „außerhalb der Verantwortung des Bischofs“. Menschliche Bindungen zu Priestern und Ordensleuten, die aus der Kirche ausgetreten waren, hielt er stets aufrecht.

### Nachfolge und Tod
Um nach dem absehbaren Ablauf seiner Amtszeit mit dem 75. Geburtstag gemäß 401  CIC einen guten Übergang zu gewährleisten, bat Zwartkruis Papst Johannes Paul II. im Mai 1982 um die Ernennung eines Koadjutors gemäß 403 § 3  CIC. Der Papst stimmte zu. Daraufhin nominierte das Domkapitel im Juni 1982 – wie üblich – drei Kandidaten und schickte die Terna an die Kongregation für die Bischöfe. Als ein Jahr später noch immer keine Antwort aus Rom gekommen war, reiste Zwartkruis im September 1983 nach Rom. Kardinal Sebastiano Baggio bestätigte ihm, dass kein Kandidat ernannt werde, der nicht auf der Terna stehe. Tatsächlich war bereits im Juli 1983 Hendrik Joseph Alois Bomers, der nicht auf der Terna stand, als Koadjutor ernannt worden, ohne die Ernennung bekannt zu machen. Die Bekanntgabe der Ernennung des Koadjutors und eines weiteren Weihbischofs, Joseph Frans Lescrauwaet, erfolgte – für die Katholiken des Bistums unerwartet, auch für Zwartkruis selbst – erst am 12. Oktober 1983.
In einem Brief vom 21. Oktober 1983 brachte Zwartkruis seine Überraschung und Sorge über diese Ernennung zum Ausdruck. Danach brach er zusammen, fiel ins Koma und starb am Abend desselben Tages. Die Öffentlichkeit reagierte schockiert und bewegt auf die Bischofsernennung und den Tod des Bischofs. Sein an seinem Todestag verfasster Brief wurde am 22. und 23. Oktober in den Kirchen verlesen. Die meisten Katholiken sahen in seiner tiefen Enttäuschung darüber, wie ihm römischerseits mitgespielt worden war, den Grund für seinen plötzlichen Tod. Deshalb drängte Nuntius Bruno Wüstenberg darauf, in die Nachrufe einen Hinweis auf „gesundheitliche Probleme“ einzufügen. Dies lehnten die Niederländer ab. Wie aufgewühlt die Gläubigen waren, zeigte sich beim Requiem in der St.-Bavo-Kathedrale am 27. Oktober.
Kardinal Johannes Willebrands schrieb in einem Brief an die Kurie: Theodorus Zwartkruis „war wahrhaftig, er hatte nichts zu verbergten, er betrieb kein doppeltes Spiel“ – eine überdeutliche Anspielung darauf, wie anders die Kurie mit dem Verstorbenen umgesprungen war. Die „römische Täuschung“ war tagelang das beherrschende Thema der niederländischen Zeitungen. Das Bekanntwerden des römischen Vorgehens und Zwartkruis’ Tod erwiesen sich als Schlüsselereignisse der jüngsten niederländischen Kirchengeschichte.

## Veröffentlichungen
- A book of English and American literature. (Zusammen mit L. Grooten und J.G. Riewald), 1953
- Kerk, wij samen. 1974